# La Placilla
La Placilla, o simplemente Placilla, fue una de las subdelegaciones que integró el antiguo departamento de San Fernando. Estaba inicialmente compuesta por tres distritos.
El territorio de la subdelegación fue organizado por decreto del presidente José Joaquín Pérez Mascayano el 14 de agosto de 1867.

## Historia
La subdelegación fue creada por decreto supremo del 14 de agosto de 1867, que divide el departamento de San Fernando en veinte subdelegaciones. El documento determina así sus límites:

Al norte, por el camino público de Nancagua; al este y sur, por el cordón de cerros de la Rinconada, Manantiales y Dehesa; y al oeste por el camino de la Chacarilla.

Se dividió en tres distritos: 1.° Placilla, 2.° Dehesa y 3.° Manantiales.
Por decreto del 22 de diciembre de 1891 fueron creadas varias comunas en el departamento de San Fernando, entre ellas la comuna de Placilla, a la que pasó a pertenecer esta subdelegación junto con la de San Luis.
El Decreto con Fuerza de Ley N.° 8.583 del 30 de diciembre de 1927 redistribuye el territorio del departamento de San Fernando. Así, el distrito de Manantiales pasó a integrarse a la subdelegación de San Fernando, mientras que los distritos de Placilla y Dehesa se anexaron a la de Nancagua. La Ley 5.487 del 14 de octubre de 1934 restablece la comuna y subdelegación de Placilla. Esta subdelegación fue suprimida con la Constitución de 1980, tras el proceso de regionalización impulsado por la dictadura militar.

## Administración
La administración del territorio estaba a cargo del subdelegado, subordinado al gobernador departamental y nombrado por él. Duraban dos años en el cargo, aunque también podían ser nombrados indefinidamente. Podían ser removidos por el gobernador, quien debía dar cuenta de esto al intendente provincial. Los distritos, en tanto, eran regidos por un inspector, quien respondía a las órdenes del subdelegado, quien tenía la potestad de nombrarlos o removerlos dando cuenta al gobernador departamental.